# Strettura
Strettura è una frazione del comune di Spoleto, in Umbria. Con una popolazione di 127 abitanti, è situata sull'Appennino Umbro-Marchigiano, al confine tra i comuni di Spoleto e Terni.
Oltre al nucleo principale, la frazione ingloba altre località a essa collegate in strutture e servizi, come Molinaccio, Casigliano, Palazzo del Papa, Somma e Valle San Martino, per una popolazione di circa 300 abitanti.
Sorge a 363 m. sul livello del mare e dista 12,74 km dal capoluogo Spoletino, al quale si giunge percorrendo la strada statale S.S.3 Flaminia, dopo aver superato il valico della Somma.

## Monumenti e luoghi d'interesse
Nelle immediate vicinanze del paese, in località Palazzaccio, sorge una fortezza risalente alla fine del XIII secolo, eretta da Papa Bonifacio VIII che edificò la struttura per controllare la Via Flaminia, strada romana di grande traffico con il nord.
Questa strada univa lo Stato Pontificio con la Repubblica fiorentina; i mercanti che vi passavano erano spesso derubati e, con l'inasprirsi dei rapporti tra i due stati, Papa Bonifacio decise di far costruire questa "caserma" (castrum) e delle torri di avvistamento in difesa e controllo dei territori.